# Панин, Александр Никитич
Граф Александр Никитич Панин (22 марта 1791, Москва — 15 февраля 1850, Москва) — крупный землевладелец из рода Паниных, действительный статский советник, начальник 1-го отделения Императорского Московского общества сельского хозяйства, владелец имения Дугино. Старший брат Виктора Панина.

## Биография
Родился в Москве в семействе Паниных. Старший сын графа Никиты Петровича Панина и графини Софьи Владимировны Орловой, внук графов П. И. Панина и В. Г. Орлова. Воспитывался сначала дома, затем под наблюдением аббата Макарта, наконец, — в одном из петербургских пансионов.
15 мая 1809 года начал службу актуариусом в Московском архиве Коллегии иностранных дел, откуда 17 августа 1812 года уволился и через 4 дня поступил по желанию отца в московское ополчение прапорщиком.
Приняв непосредственное участие во многих сражениях 1812—1814 гг., Панин за отличие под Бородиным 26 августа 1812 года был произведён в поручики, а за бой под Малоярославцем - награждён Аннинским оружием; затем, переведённый 15 июня 1813 года в Псковский кирасирский полк, он отличился под Лейпцигом и был награждён орденом Св. Владимира 4-й ст. с бантом, а в 1814 году за участие в ночных вылазках против неприятеля около Гамбурга произведен в штабс-капитаны. Затем граф Панин был переведен в Екатеринославский (1816) и в Глуховский (1820) кирасирские полки, 1 мая 1825 года вышел в отставку с чином полковника.
Пробыв вне службы пять лет, Панин 27 апреля 1830 года по предложению императора Николая I занял место чиновника особых поручений при вновь назначенном попечителе Московского учебного округа князе С. М. Голицыне с переименованием в коллежские советники; князь поручил ему надзор над Московским университетом с его типографией и над частными мужскими пансионами и неоднократно командировал для осмотра училищ подведомственного ему округа.
По свидетельству графа M. В. Толстого, бывшего в Московском университете в это время, граф Панин отличался строгим формализмом при исполнении предписаний начальства; он хорошо ознакомился с составом университетских преподавателей, что видно из написанной им 5 апреля 1831 года «Памятной записки о профессорах Московского университета», которую он хотел представить министру народного просвещения князю К. А. Ливену. Записка эта напечатана была сначала в «Чтениях московского общества истории и древностей» (1870 г., кн. IV, смесь, стр. 214—219), а затем, в более исправном виде, в «Русской Старине» 1880 г. (т. XXVIII, стр. 780—782).
В 1833 года (27 апреля) граф был назначен на вновь учрежденную должность помощника попечителя Харьковского учебного округа, а 3 июня 1838 года определен членом Главного правления училищ с производством в действительные статские советники. Но личные дела графа, вынуждавшие его отлучаться из Петербурга для наблюдения за обширными поместьями (у него с братом, В. Н. Паниным, было 11465 душ крестьян в разных губерниях) заставили его уже 30 ноября 1839 года выйти в отставку. В том же 1839 году Панин был избран членом Московского общества сельского хозяйства, где с 13 февраля 1845 года состоял начальником 1-го отделения, предназначенного для учебных трудов по сельскому хозяйству; в 1846 и 1847 г. он вел под своим наблюдением «Журнал сельского хозяйства и овцеводства»; кроме того, руководил делами статистического комитета для хозяйственного описания Московской губернии и был одним из членов совещаний по вопросу о всенародном распространении грамотности.
По свидетельству С. А. Маслова, граф Панин обладал значительными познаниями в ботанике и агрономии, которой на практике занимался в своем имении Дугино Сычевского уезда Смоленской губернии, и участвовал в трудах Московского общества любителей садоводства, собиравшегося у его матери, бывшей в числе первых его учредительниц. В Москве граф вёл очень открытый образ жизни, и в его доме на Никитской улице часто устраивались балы и маскарады, заставлявшие говорить о себе весь город.
Для характеристики графа A. H. Панина может служить его близкое знакомство с В. В. Пассеком, которому он в 1834 году предлагал занять место профессора в Харьковском университете; Т. П. Пассек с особенной теплотой отзывается о том участии, с которым граф относился к ней и к её семье, осиротевшей после смерти этого молодого ученого. Скончался 15 февраля 1850 года в Москве и похоронен в Донском монастыре.

## Награды
- Орден Святой Анны 4-й степени (15 февраля 1813)[1],[2]
- Орден Святого Владимира 4-й степени с бантом (7 ноября 1813)[1],[3]
- Орден Святой Анны 2-й степени (22 ноября 1831)[1],[4]
- Орден Святого Владимира 3-й степени (12 апреля 1835)[5],[6]
- Серебряная медаль «В память Отечественной войны 1812 года»[1]
- Медаль «За взятие Парижа»[1]
- Знак отличия за XV лет беспорочной службы[1]

Иностранных государств:
- Орден «Pour le Mérite» (15 августа 1815, королевство Пруссия)[7]

## Семья

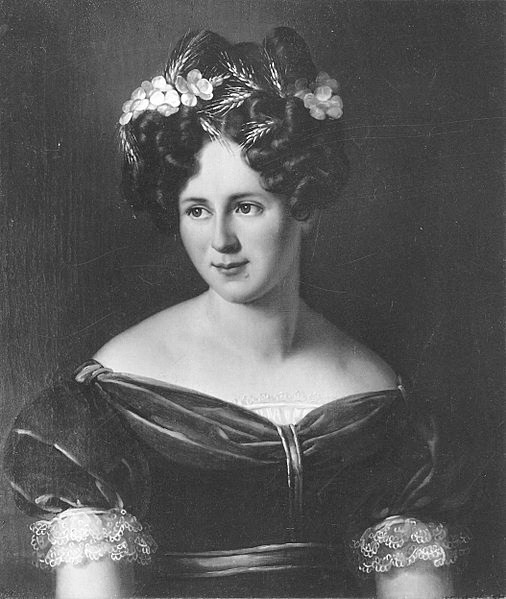
Александра Сергеевна

Жена (с 29 апреля 1823 года) — Александра Сергеевна Толстая (1800—1873), сестра декабриста В. С. Толстого, внучка князя П. П. Долгорукова и племянница тех Долгоруковых, которые пользовались благосклонностью молодого Александра I. Бракосочетание состоялось в Москве в домовой церкви деда жениха графа В. Г. Орлова на Никитской улице. По свидетельству родственника, в молодости Александра Сергеевна была очень приветлива, весела и вносила в свой семейный круг много оживления милыми и забавными затеями. По выходе мужа в отставку, с 1839 года жила с ним в Москве. Согласно воспоминаниям их внучки княгини А. Н. Голицыной, в семейной жизни бабушка и дедушка очень ревновали друг друга, из-за чего страдали их дочери (особой близость между которыми не было), особенно доставалось младшей Марии, которой приходилось «скакать между родителями курцгалопом». Последние годы своей жизни графиня Панина проживала зимой во флигели московского дома на Большой Никитской, а летом в своём имении Васильевском. Всегда была занята благотворительностью и состояла помощницей председательницы совета попечительства о бедных. Похоронена рядом с мужем в Донском монастыре. В браке имела детей
- Елена Александровна (21.10.1824—19.02.1828), упала на голову с дивана и умерла от воспаления мозга.
- Софья Александровна (13.11.1825—1905), была замужем за действительным статским советником князем Г. А. Щербатовым.
- Петр Александрович (04.06.1827—18.02.1828[9])
- Никита Александрович (17.05.1832—29.01.1833).
- Мария Александровна (1836—1903), была замужем за гофмейстером князем Н. П. Мещерским (1829—1901), внуком историка Н. Карамзина.
- Аглаида Александровна (09.08.1842, Берлин—20.02.1843).